# Adolfo Zumelzú
Adolfo Bernabé Zumelzú (5. ledna 1902 – 29. března 1973) byl argentinský fotbalový záložník.

## Kariéra
Zumelzú reprezentoval Argentinu na Mistrovství Jižní Ameriky 1927 a Mistrovství Jižní Ameriky 1929, které vyhrála Argentina. Zumelzú se také zúčastnil Mistrovství světa ve fotbale 1930, kde Argentina skončila druhá za Uruguayí. Na turnaji vstřelil dva góly. Na klubové úrovni hrál fotbal za Tigre a Sportivo Palermo.

## Letní olympijské hry 1928 (Amsterdam)
Byl součástí týmu vyslaného na Letní olympijské hry v Amsterdamu v roce 1928, ale nehrál v žádném zápase. Argentina prohrála finále s Uruguayí.
| #  | Datum             | Místo                                      | Soupeř | Skóre | Výsledek | Soutěž                                    |
| -- | ----------------- | ------------------------------------------ | ------ | ----- | -------- | ----------------------------------------- |
| 1. | 3. listopadu 1929 | Estadio Gasómetro, Buenos Aires, Argentina | Peru   | 2–0   | 3–0      | Mistrovství Jižní Ameriky ve fotbale 1929 |
| 2. | 3. listopadu 1929 | Estadio Gasómetro, Buenos Aires, Argentina | Peru   | 3–0   | 3–0      | Mistrovství Jižní Ameriky ve fotbale 1929 |
| 3. | 19. července 1930 | Estadio Centenario, Montevideo, Uruguay    | Mexiko | 2–0   | 6–3      | Mistrovství světa ve fotbale 1930         |
| 4. | 19. července 1930 | Estadio Centenario, Montevideo, Uruguay    | Mexiko | 5–1   | 6–3      | Mistrovství světa ve fotbale 1930         |